# Jacob Hieronymus Lochner (Theologe)

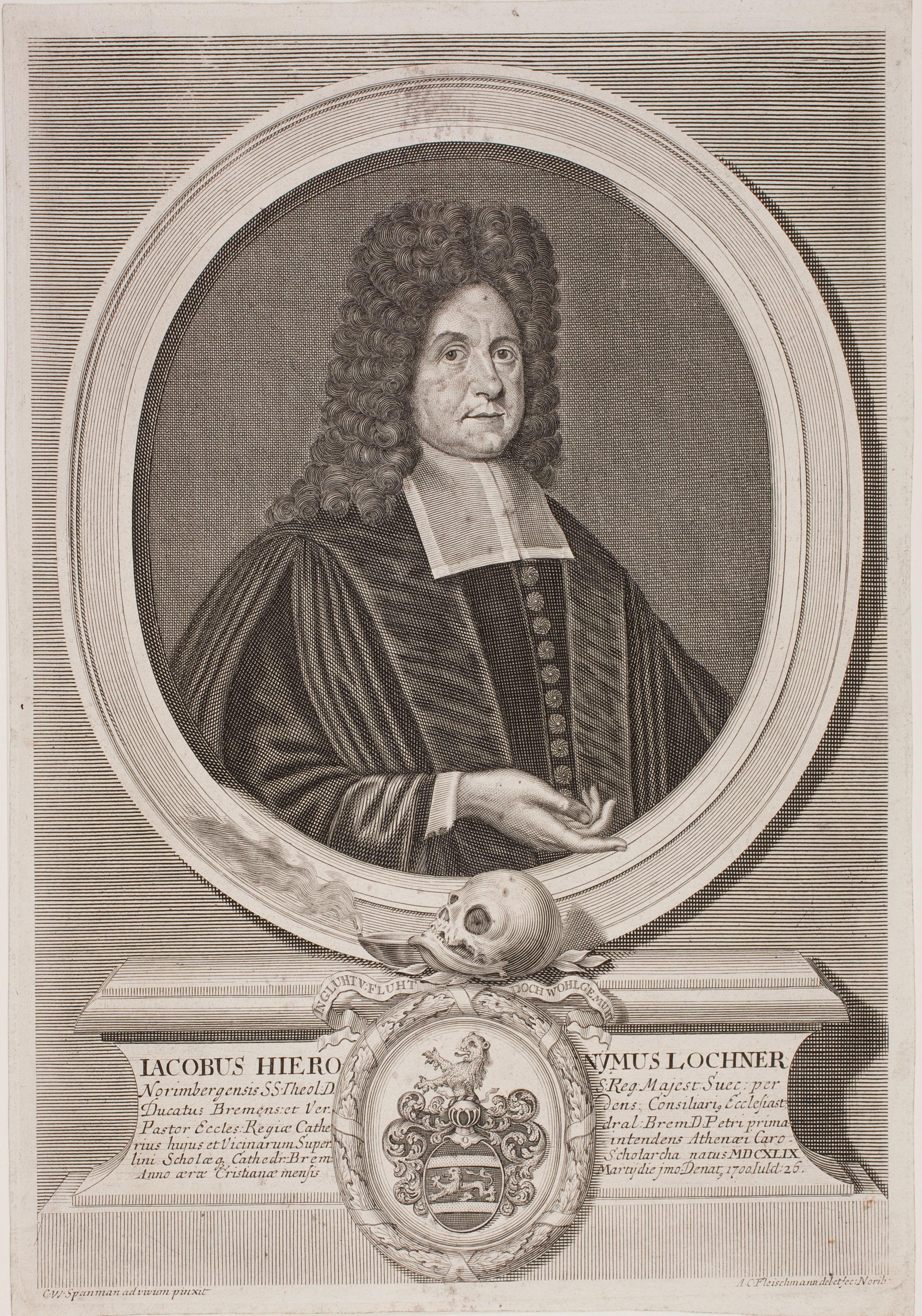
Jacob Hieronymus Lochner

Jacob Hieronymus Lochner (* 1. März 1649 in Nürnberg; † 26. Juli 1700 in Bremen) war ein deutscher evangelischer Pfarrer, Theologe und zuletzt Superintendent in Bremen. Außerdem war er Dramatiker und Lyriker und Mitglied des Pegnesischen Blumenordens.

## Biografie
Lochner war der Sohn von Friedrich Lochner, Magistrats-Registrator in Nürnberg und unter dem Namen Periander ebenfalls Mitglied des Pegnesischen Blumenordens, und Florentine Heinrich. Sein älterer Bruder war der Pfarrer und Kirchenlieddichter Karl Friedrich Lochner.
Lochner heiratete 1777 Magdalene Justine Varenius, Tochter des Rostocker Professors August Varenius; beide hatten als Sohn den Hochschullehrer Jacob Hieronymus Lochner der Jüngere (* 1683), und als Tochter Anna Charitas Lochner (* 1686).
Er absolvierte das Melanchthon-Gymnasium Nürnberg und studierte bis 1671 u. a. Literatur und Theologie an der Universität Altdorf, der Universität Jena, der Universität Leipzig und der Universität Rostock. 1686 promovierte er in Rostock zum Dr. theol.
Ab 1675 war er Professor für Poesie in Rostock und Pastor in Wismar. Die Stadt Stade ernannte ihn 1686 zum Konsistorialrat. Im selben Jahr wurde er zum Superintendent am Bremer Dom ernannt. Hier veranlasste er 1692 den Bau des St. Petri Waisenhauses am Domshof und 1698 den Einbau der wertvollen Arp-Schnitger-Orgel. 1700 folgte ihm Gerhard Meier (Superintendent).
Er verfasste eine Reihe theologischer Schriften. Ein neues Gesangbuch wurde auf seine Veranlassung gedruckt.

## Werke
- Candor Germanorum Hodienum Vivus. Altdorf 1669.
- Weihnacht-Gedicht der hoch-heiligen Christ-Geburt zu Ehren. Altdorf 1672.
- Semicenturiam thesium philosophicarum de dubitatione, ut vocant, Cartesiana. Rostock 1674.
- Rosimunda oder Die gerochene Rächerin : Trauer-Spiel / entworffen von dem Pegnitz-Schäfer Amyntas. Frankfurt & Leipzig 1676.
- Disputatio Inauguralis Theologica De Separatismo. Dissertation Rostock 1686.
- Abzugs-Predigt, in der Kirchen zu St. Nicolai in Wismar, […] aus dem Evangelio Matth. 22, v. 34 - 46. Bremen 1686.
- Anzugs-Predigt in der königlichen schwed. Dom- und Haupt-Kirchen Sanct Petri, zu Bremen, am Mittwochen den 17. November des 1686sten Christ-Jahres, aus der II. Epist. an die Corinthier am II. Cap. von 14. bisz zum 17. Vers. Bremen 1686.
- Disputatio inauguralis theologica de separatismo. Dissertation Rostock 1686.
- Vox Turturis In Septentrione audita, Oratione Seculari, cum Sacra Eucharistica in toto Sveciae Regno & subiacentibus Germaniae Provinciis de Augustanae Confessionis Confirmatione in Concilio Upsaliensi A.C.M.D.XCIII. habito feliciter instituta fierent, in Auditorio Maiori Regii Athenaei Bremensis pronunciata. Bremen 1693.
- Die hochgeschäzte und höchst-beschüzte Krone […] Bremen 1693 (Trauerpredigt für Ulrike Eleonore von Dänemark).
- Das brennende und scheinende Kirchen-Licht : bei ansehnlicher Leich-Bestattung des weiland Wohl-Ehrwürdigen/ Großachtbaren und Hochgelahrten Herrn Hn. M. Johannis Knüttelii […] Stade 1694.
- Recht ohne falsch und Rein vergifftet in dem Schein. Bremen 1699.
- Die wohlerwehlte Herrlichkeit Bey dem Thürhüten im Gottes-Hauß/ aus des LXXXIVsten Psalms IIten vers. Zu Bruder-Treu-schuldigem Ehren-Gedächtniß des weiland … Herrn/ M. Caroli Friderici Lochners. Bremen 1699.